# Hausdorf (Frankenberg)
Hausdorf ist ein Ortsteil der Ortschaft Mühlbach/Hausdorf der Stadt Frankenberg/Sa. im sächsischen Landkreis Mittelsachsen. Der Ort wurde am 1. Januar 1974 nach Mühlbach eingemeindet. Seit der Eingemeindung von Mühlbach nach Frankenberg am 1. Januar 1998 bilden Mühlbach und Hausdorf die Ortschaft Mühlbach/Hausdorf.

## Geographie

### Geographische Lage
Das typische, einreihige Waldhufendorf Hausdorf liegt rund 5 Kilometer südöstlich des Ortszentrums von Frankenberg/Sa. und erstreckt sich auf etwa 3,5 Kilometern Länge. Hausdorf befindet sich nahe dem alten böhmischen Weg (Höhenweg) Leipzig–Waldheim–Hainichen–Oederan–Sayda–Brüx–Prag. Der höchste Punkt ist die Hausdorfer Höhe (455 m). Von dort aus hat man einen guten Blick auf das Jagdschloss Augustusburg und das erzgebirgische Berg- und Hügelland. Der durch Hausdorf fließende Bach entwässert über den Mühlbach in die Zschopau. Östlich des Orts entspringt die Hauptquelle der Kleinen Striegis.

### Nachbarorte
|          | Mühlbach                                    | Langenstriegis |
| Mühlbach | Kompassrose, die auf Nachbargemeinden zeigt | Schönerstadt   |
| Flöha    | Falkenau, Gückelsberg                       |                |

## Geschichte

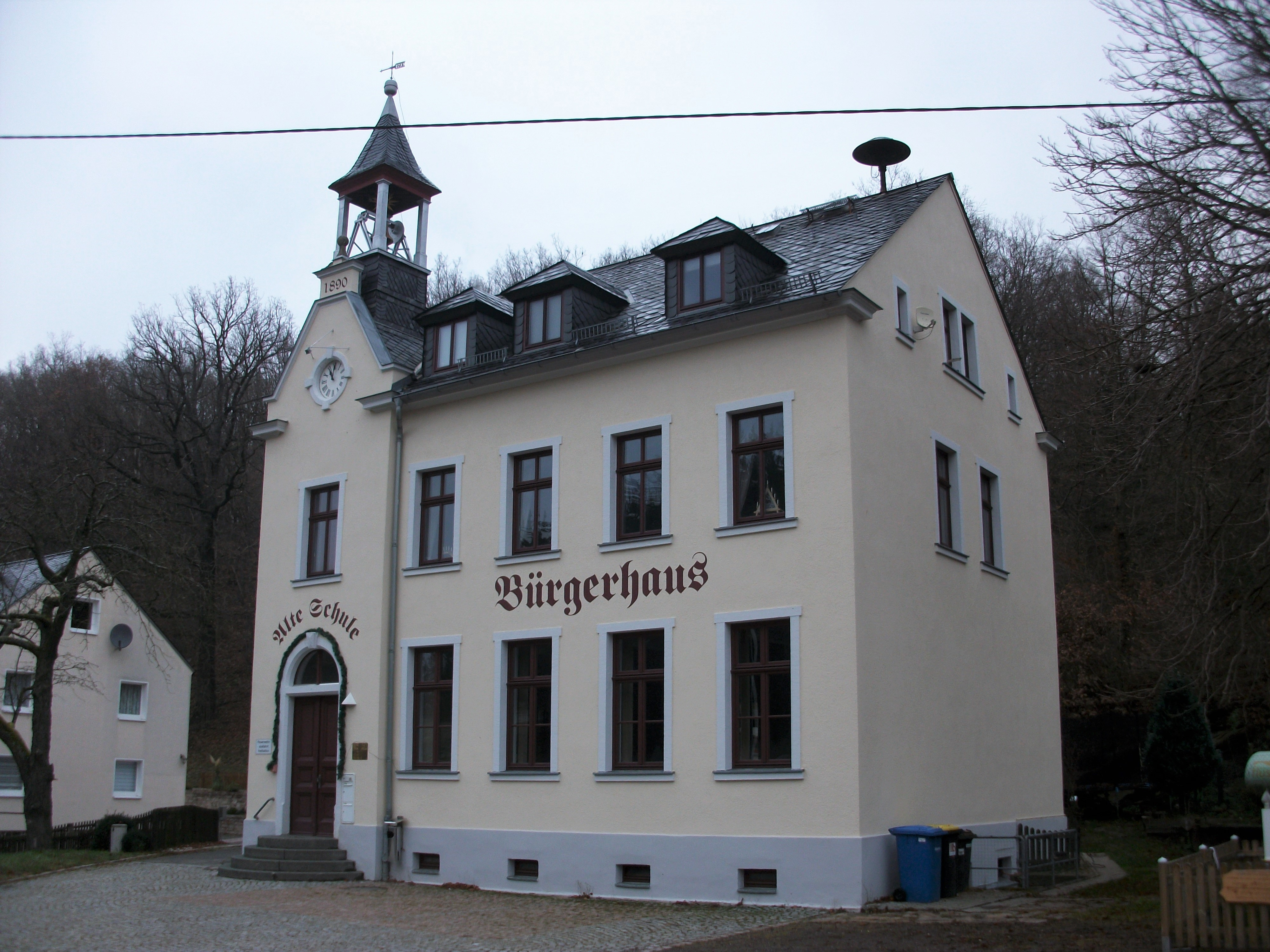
Bürgerhaus "Alte Schule" in Hausdorf

Das Waldhufendorf Hausdorf wurde im Jahr 1350 als „Hugesdorff“ erwähnt. Der Ortsname Hausdorf leitet sich ab von dem Dorf eines Hug(o). Hausdorf gehörte ursprünglich zur Pflege Freiberg. Das heute nicht mehr existierende Vorwerk Auengut in Hausdorf wurde um 1791 und 1820 erwähnt. Kirchlich gehört der Ort seit jeher zu Frankenberg. 
Bezüglich der Grundherrschaft unterstand Hausdorf nach 1551 dem Schloss Sachsenburg, welches im Besitz der Herren von Schönberg war. Im Jahr 1610 kam Hausdorf mit dem durch Erbteilung entstandenen Amt Frankenberg durch Verkauf von den Herren von Schönberg an den sächsischen Kurfürsten Johann Georg I. Im Jahr 1633 wurden die Ämter Frankenberg und Sachsenburg zum Amt Frankenberg-Sachsenburg vereinigt. Hausdorf wurde im Jahr 1764 als Amtsdorf geführt.
Hausdorf gehörte bis 1856 zum kursächsischen bzw. königlich-sächsischen Amt Frankenberg-Sachsenburg. Ab 1856 gehörte der Ort zum Gerichtsamt Frankenberg und ab 1875 zur Amtshauptmannschaft Flöha.
Mit der zweiten Kreisreform in der DDR kam die Gemeinde Hausdorf im Jahr 1952 zum Kreis Flöha im Bezirk Chemnitz (1953 in Bezirk Karl-Marx-Stadt umbenannt). Am 1. Januar 1974 erfolgte die Eingemeindung von Hausdorf nach Mühlbach. Die Gemeinde Mühlbach mit ihrem Ortsteil Hausdorf gehörte ab 1990 zum sächsischen Landkreis Flöha. Im Zuge der Ersten Kreisreform in Sachsen 1994 kam Hausdorf als Ortsteil der Gemeinde Mühlbach zum Landkreis Mittweida, der im Jahr 2008 im Landkreis Mittelsachsen aufging. Die Gemeinde Mühlbach mit dem Ortsteil Hausdorf wurde am 1. Januar 1998 nach Frankenberg/Sa. eingemeindet. Seitdem bilden Mühlbach und Hausdorf den Ortsteil Mühlbach/Hausdorf.

### Entwicklung des Ortsnamens
1350 Hugesdorff
1378 Hugistorf
1445 Hußdorff
1482 Haußdorff
1548 Haücksdorf
1551 Haußdorff

### Einwohnerentwicklung
| Jahr | Einwohner                                                       | Jahr | Einwohner |
| ---- | --------------------------------------------------------------- | ---- | --------- |
| 1551 | rund 100 Personen: 16 besitzende Mannen, 22 Inwohner            | 1890 | 299       |
| 1764 | rund 80 Personen: 15 besitzende Mannen, 18 Häusler (14 ½ Hufen) | 1900 | 285       |
| 1815 | 114 Bauern, 1 Müller                                            | 1910 | 284       |
| 1834 | 253                                                             | 1925 | 306       |
| 1845 | 252                                                             | 1939 | 286       |
| 1858 | 293                                                             | 1946 | 398       |
| 1871 | 285                                                             | 1947 | 402       |
| 1884 | 301                                                             | 1964 | 276       |

## Sonstiges
Die Freiwillige Feuerwehr Hausdorf wurde im Jahr 1885 gegründet. Bereits 1928 standen 50 Mann unter Oberleitung des Bürgermeisters im Dienst der Feuerwehr. Vor dem Zweiten Weltkrieg bestand die unter Oberleitung des Gemeindevorstands stehende Feuerwehr aus 6 Mann Wachmannschaften, 12 Mann Rettungsmannschaften und 23 Mann Löschmannschaften.